# Голубев, Виктор Максимович

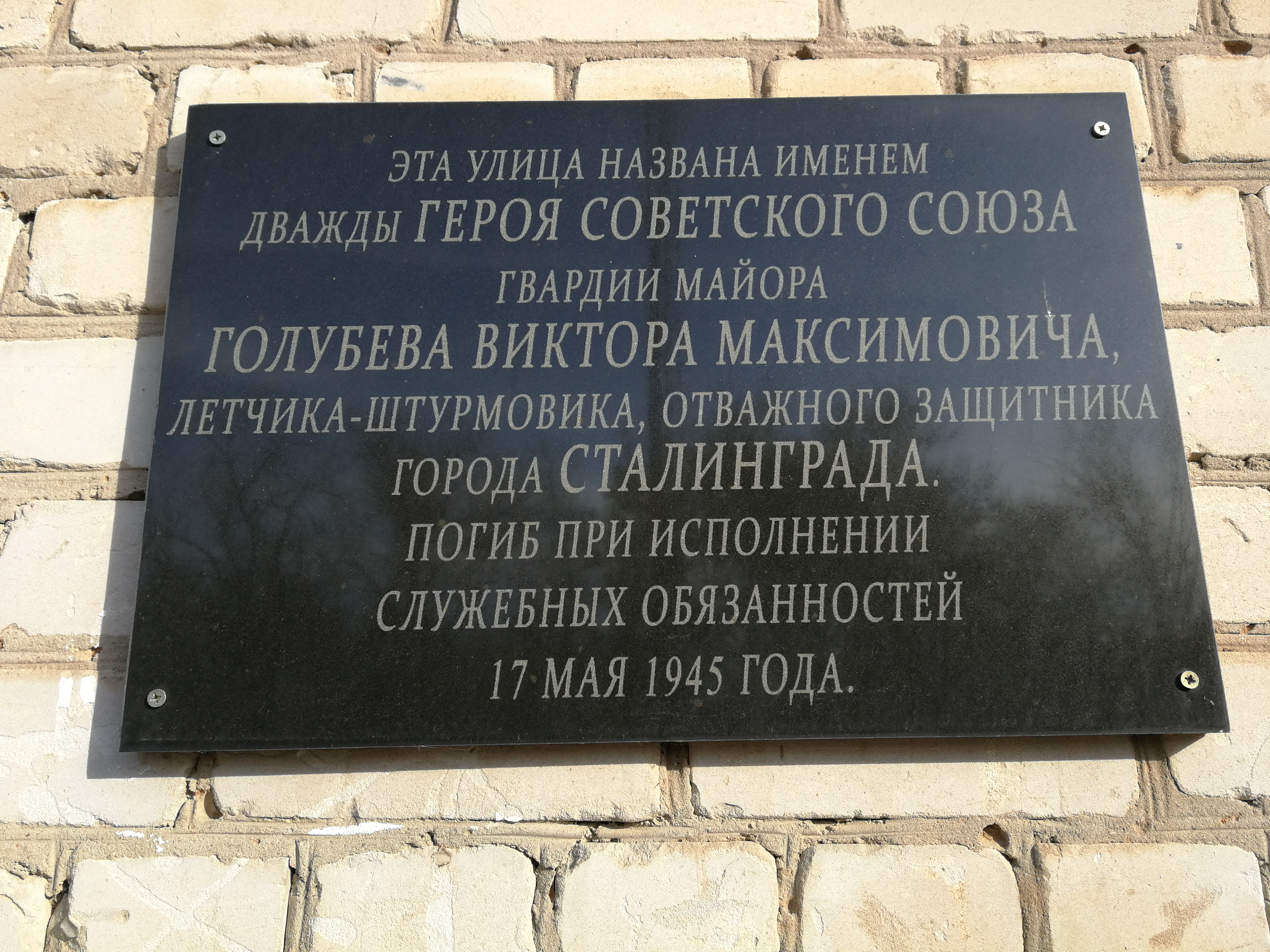
Мемориальная доска, установленная на жилом доме в Красноармейском районе Волгограда

Виктор Максимович Голубев (4 [17] января 1916 — 17 мая 1945) — лётчик-штурмовик, дважды Герой Советского Союза.

## Биография
Родился в Петрограде в семье рабочего. Детство и юность прошли в Угличе, окончил среднюю школу. Работал на заводе в Ленинграде. В рядах Красной Армии с 1936 года. В 1939 году окончил авиационное отделение 2-й объединённой пограничной школы в Харькове.
В Великую Отечественную войну с первых её дней в штурмовой авиации. Воевал в составе 285-го штурмового авиаполка 228-й штурмовой авиационной дивизии 16-й воздушной армии.
Командуя звеном штурмовиков «Ил-2», участвовал в боях под Смоленском, Ростовом-на-Дону. В период Сталинградской битвы (с 17 июля 1942 года по 2 февраля 1943 года) лётчики-штурмовики его звена, а затем и эскадрильи проявили образцы героизма и мастерства, уничтожая технику и живую силу гитлеровцев, рвущихся к Волге.
Указом Президиума Верховного Совета СССР «О присвоении звания Героя Советского Союза начальствующему составу авиации Красной Армии» от 12 августа 1942 года за «образцовое выполнение боевых заданий командования на фронте борьбы с немецкими захватчиками и проявленные при этом отвагу и геройство» удостоен звания Героя Советского Союза с вручением ордена Ленина и медали «Золотая Звезда» (№ 693).
8 февраля 1943 года «за проявленную отвагу в боях с немецко-фашистскими захватчиками, за стойкость, мужество, дисциплину и организованность, за героизм личного состава в разгроме фашистских войск под Сталинградом» 285-й штурмовой авиаполк был преобразован в 58-й гвардейский штурмовой авиационный полк.
В ходе Курской битвы (с 5 июля по 23 августа 1943 года) по всему фронту гремела слава о мастерских ударах по хвалёным немецким «Тиграм», «Пантерам» и «Фердинандам» лётчика-штурмовика Героя Советского Союза штурмана 58-го гвардейского авиаполка гвардии майора В. М. Голубева. В ожесточённых боях на «курском выступе» он многократно водил в бой шестёрку штурмовиков «Ил-2», которой нередко удавалось за один вылет уничтожать десятки танков врага.
24 августа 1943 года «за мужество и отвагу, проявленные в боях с немецко-фашистскими захватчиками» гвардии майор Голубев В. М. был удостоен второй медали «Золотая Звезда». Он стал первым дважды Героем 16-й воздушной армии. К этому времени на его боевом счету насчитывалось 257 боевых вылетов, в ходе которых им уничтожено и повреждено 69 танков, 875 автомашин, 10 цистерн с горючим, много другой боевой техники, а также выведена из строя не одна сотня вражеских солдат и офицеров. По другим данным, совершил 157 боевых вылетов: 7 - на Су-2, 150 - на Ил-2.
С 1943 года гвардии майор Голубев В. М. — слушатель Военно-воздушной академии. 17 мая 1945 года его жизнь трагически оборвалась при выполнении учебно-тренировочного полёта. Похоронен в Москве, на Новодевичьем кладбище.

## Память

Бронзовый бюст дважды Героя Советского Союза Голубева В. М. установлен в Санкт-Петербурге в Московском Парке Победы.

- В городе-герое Волгограде именем Голубева названа улица в южном районе города, где на одном из домов установлена мемориальная доска.
- В городе-герое Ленинграде на Аллеи героев установлен бюст дважды Героя Советского Союза Голубева В. М.
- В Угличе именем Голубева названа улица.